# Salto de esqui nos Jogos Olímpicos de Inverno de 1972
As competições de salto de esqui nos Jogos Olímpicos de Inverno de 1972 foram disputadas nos dias 6 e 11 de fevereiro em Sapporo, no Japão. A modalidade teve disputas em dois eventos: saltos em pista curta e pista longa.

## Medalhistas
| Evento                           | Ouro                         | Prata                    | Bronze                               |
| -------------------------------- | ---------------------------- | ------------------------ | ------------------------------------ |
| Pista normal individual detalhes | Yukio Kasaya JPN Japão       | Akitsugu Konno JPN Japão | Seiji Aochi JPN Japão                |
| Pista longa individual detalhes  | Wojciech Fortuna POL Polônia | Walter Steiner SUI Suíça | Rainer Schmidt GDR Alemanha Oriental |

## Quadro de medalhas
| Ordem | País                  | Medalha de ouro | Medalha de prata | Medalha de bronze |   |
| ----- | --------------------- | --------------- | ---------------- | ----------------- | - |
| 1     | JPN Japão             | 1               | 1                | 1                 | 3 |
| 2     | POL Polônia           | 1               |                  |                   | 1 |
| 3     | SUI Suíça             |                 | 1                |                   | 1 |
| 4     | GDR Alemanha Oriental |                 |                  | 1                 | 1 |
| TOTAL | TOTAL                 | 2               | 2                | 2                 | 6 |